# منبع نور سنکروترون

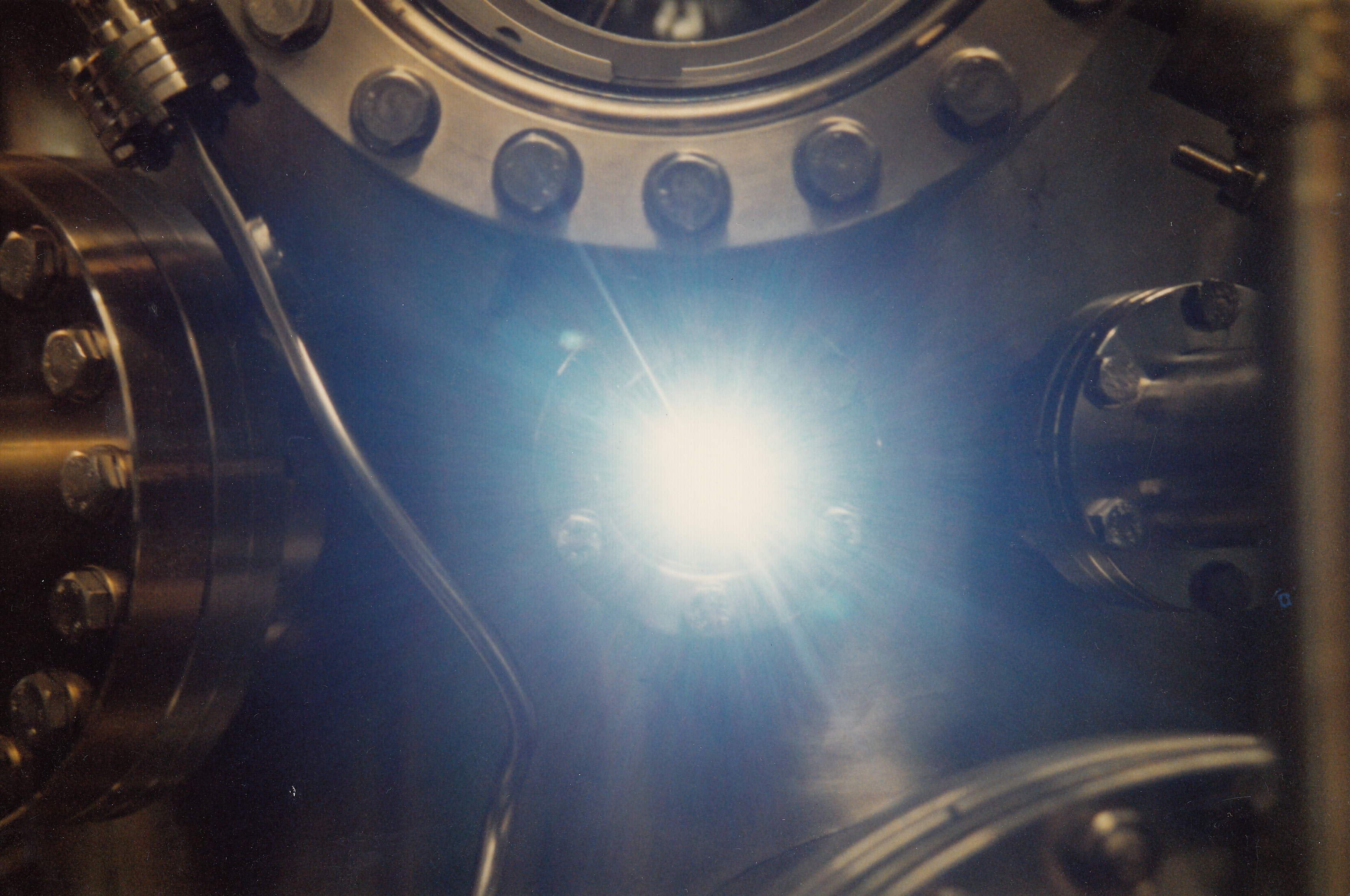
تابش سنکروترون منعکس شده از یک کریستال تربیوم در دارزبری، ۱۹۹۰

منبع نور سنکروترون منبعی از تابش الکترومغناطیسی (EM) است که معمولاً برای اهداف علمی و فنی توسط حلقه ذخیره تولید می‌شود. نور سنکروترون برای اولین بار در شتاب‌دهنده‌های سنکروترون مشاهده شد، اما در حال حاضر در حلقه‌های ذخیره و دیگر شتاب‌دهنده‌های ذرات تخصصی که معمولاً شتاب‌دهنده الکترون‌ها هستند، تولید می‌شود.
هنگامی که پرتو الکترونی پرانرژی تولید شد، به اجزای دیگری مانند آهنرباهای خمشی و دستگاه‌های تعبیه (مانند موج‌گیرها یا تکان دهنده‌ها) در حلقه‌های ذخیره‌سازی و لیزرهای الکترون آزاد هدایت می‌شود. این‌ها میدان‌های مغناطیسی قوی عمود بر پرتو را تأمین می‌کنند که برای تحریک الکترون‌های پر انرژی برای گسیل فوتون‌ها لازم است.
کاربردهای اصلی نور سنکروترون در فیزیک مواد متراکم، علم مواد، زیست‌شناسی و پزشکی است. بخش بزرگی از آزمایش‌ها با استفاده از نور سنکروترون شامل بررسی ساختار ماده از سطح زیر نانومتری ساختار الکترونی تا سطوح میکرومتری و میلی‌متری است که در تصویربرداری پزشکی بسیار مهم است. نمونه ای از کاربردهای صنعتی عملی، ساخت ریزساختارها توسط فرایند لیگا است.
سینکروترون یکی از گران‌ترین انواع منبع شناخته شده نور است، اما در عمل تنها منبع درخشان دارای دوام برای تابش در باند طول موج مادون قرمز دور برای برخی کاربردها، مانند طیف‌سنجی جذبی مادون قرمز است.

## روشنایی طیفی
عامل اولیه شایستگی برای مقایسه منابع مختلف تابش سنکروترون، همان شدت «روشنایی»، «درخشندگی» و «روشنایی طیفی» است که اصطلاح اخیر به عنوان بهترین انتخاب توسط گروه‌های کاری مورد توصیه می‌باشد.
صرف نظر از نام انتخاب شده، این اصطلاح به اندازه کل شار فوتون‌ها در یک فضای فازی شش بعدی معین در واحد پهنای باند (BW) است.
روشنایی طیفی با رابطه زیر مشخص می‌شود:
{\displaystyle B={\frac {{\dot {N}}_{\text{ph}}}{4\pi ^{2}\sigma _{x}\sigma _{y}\sigma _{x'}\sigma _{y'}{\frac {d\omega }{\omega }}}},}
که در آن {\displaystyle {\dot {N}}_{\text{ph}}} تعداد فوتون‌های پرتو در ثانیه است، {\displaystyle \sigma _{x}} و {\displaystyle \sigma _{y}} عبارتند از جذر میانگین مربعات اندازه پرتو در محورهای عمود بر جهت پرتو، {\displaystyle \sigma _{x'}} و {\displaystyle \sigma _{y'}} مقادیر جذر میانگین مربعات زاویه ثابت پرتو در ابعاد x و y هستند و {\textstyle {\frac {d\omega }{\omega }}} پهنای باند نسبی یا توزیع فرکانس پرتو حول فرکانس مرکزی است. مقدار مرسوم برای پهنای باند ۰٫۱٪ است.
روشنایی طیفی دارای واحدهای یکایی به شرح ذیل است:
time−1⋅distance−2⋅angle−2⋅(% bandwidth)−1